# 蔡楚生纪念铜像及碑记

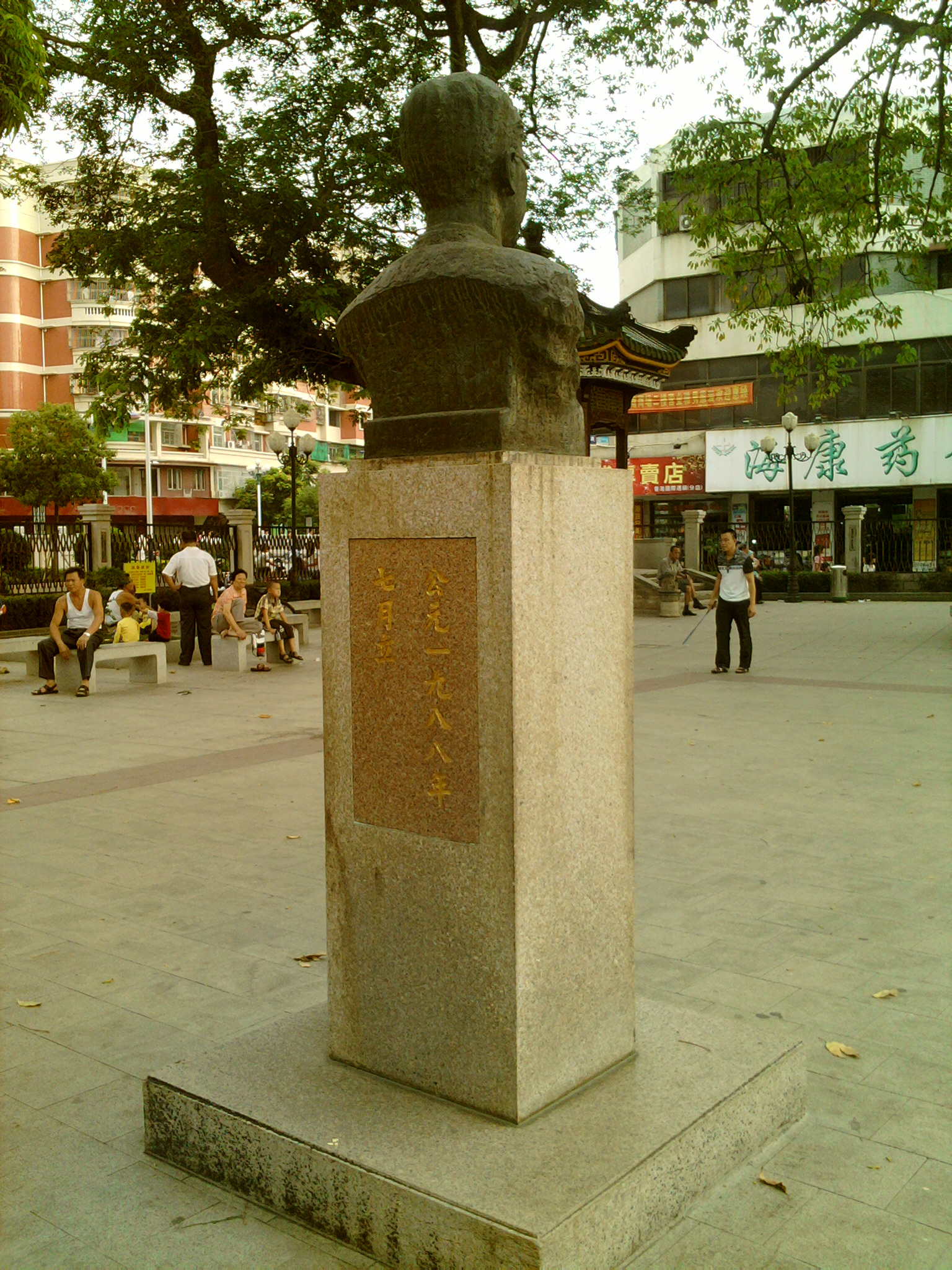
铜像背面

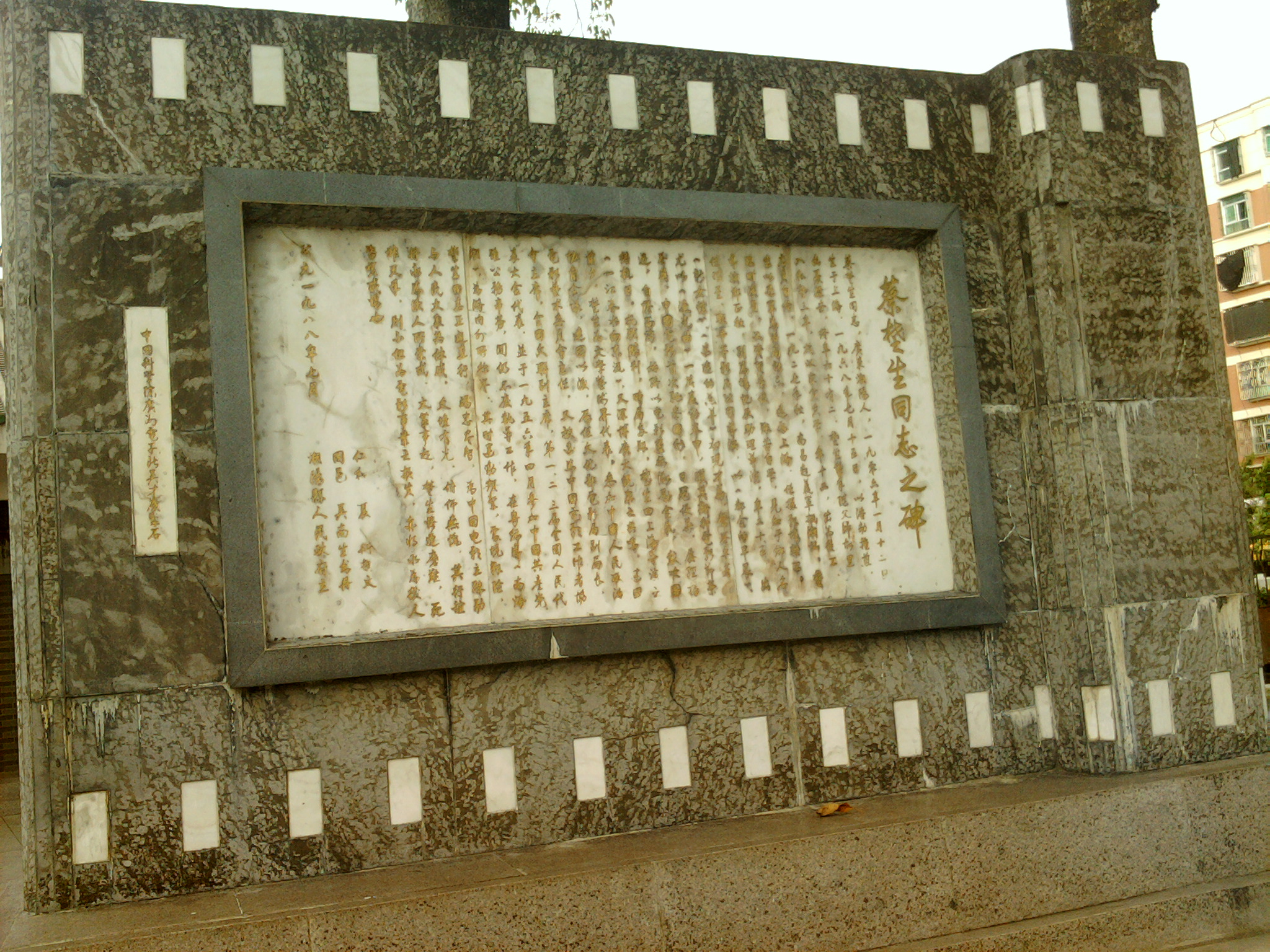
铜像后方的“蔡楚生同志之碑”

蔡楚生纪念铜像及碑记，是潮阳区文物保护单位之一，位于中国广东省汕头市潮阳区文光街道兴归居委，在潮陽文光塔下方。此铜像是中国电影导演蔡楚生的半身铜像，为纪念其逝世20周年而设，铜像后为纪念碑。

## 历史
蔡楚生（1906年－1968年）是一名中國電影導演，对推动中国电影前进有所贡献，在文化大革命中受迫害，后获恢复名誉。
1989年，为纪念蔡楚生逝世20周年，中国电影家协会广东分会、中国电影技术研究中心、中国共产党汕头市委员会、中国共产党潮阳县委员会（当时为县）、珠江电影制片公司共同组织纪念活动，并决定在蔡楚生家乡潮阳的潮陽文光塔下，建造其半身铜像和纪念碑。铜像在2月21日落成揭幕，由中国共产党潮阳县委员会书记卓胜泰主持揭幕仪式，广播电影电视部副部长陈吴苏、中国人民政治协商会议广东省委员会副主席吴南生负责揭幕，广播电影电视部及下属電影管理局、中国电影家协会及广东分会、珠江电影制片公司分别向铜像献花篮。

## 结构与设计
蔡楚生紀念銅像为半身像，由广州雕塑家尹积昌制作，銅像描绘的蔡楚生戴上眼镜，头发中分、额头饱满、鼻梁挺直。半身像下为基座，高度约是一人多高，正面刻有周恩來夫人邓颖超的“蔡楚生先生是中国进步电影的先驱者！”题词。铜像后方建有一面纪念碑墙，名为“蔡楚生同志之碑”，由剧作家夏衍撰文、艺术家黄苗子代为起草、吴南生手书碑上。

## 保护
1992年4月7日，蔡楚生紀念銅像及碑記被潮阳县人民政府列为第三批县级文物保护单位之一（现为区级）。1996年，蔡楚生紀念銅像及碑記被中國共產黨潮陽市委員會、潮阳市人民政府（当时潮陽为县级市）列为爱国主义教育基地。